# Hans Ehrenpreus
Hans Ehrenpreus, före adlandet Preuss, född 22 juli 1636 i Nyköping, död 23 september 1711 i Arboga, var en svensk industriman. Han var far till Johan, Joachim och Carl Ehrenpreus.

## Biografi
Hans Ehrenpreus var son till justitieborgmästaren och sjötullsförvaltaren i Nyköping Hans Larsson Preuss. Som ung kom han i tjänst hos rådmannen Henrik Andersson Stockenström för att lära sig handelsmannayrket och tjänstgjorde hos honom 1652–1660; bland annat var han bruksskrivare vid Jerle nedre hammare 1654–1659. 1660 blev han handelsman och borgare i Stockholm och sysslade då främst med försäljning av järn från bergslagen. Genom sitt första giftermål av fyra med Sara Simons 1663 fick han viktiga kontakter bland de holländska köpmännen i Stockholm och kunder i utlandet. 1666 blev han direktör för sockerbruket på Södermalm. Ehrenpreus blev även 1672 kämnär vid stadskämnärsrätten i Stockholm och 1677 extraordinarie och 1678 ordinarie rådman. 1684 blev han faktor vid harneskfaktoriet i Arboga och 1687 faktor vid gevärsfaktoriet i Örebro samt inspektor för faktorierna i Örebro och Arboga 1690. Från 1691 blev han även inspektör för gevärfaktoriet i Norrtälje. Han adlades 1694 och erhöll samtidigt överinspektörs titel.
Ehrenpreus var även ägare av betydande bruksegendomar i Bergslagen, 1668 köpte han Jerle nedre hammare och två hemman i Yxne av sin förre arbetsgivare Henrik Stockenström, 1676 köpte han även Jerle övre hammare. Under slutet av 1670-talet köpte han även Djupedals östra hammare och Vedevågs hammare. Han arrenderade även Bråfallshyttan i Stora Tuna socken samt Stensta och Kvarnbacka bruk i Lindesbergs socken från 1685.

### Familj
Ehrenpreus gifte sig första gången 28 oktober 1663 i Stockholm med Sara Simons (1642–1675). Hon var dotter till borgmästaren Paul Simons och Elisabet Joakimsdotter Danckwardt i Nyköping. De fick tillsammans barnen överdirektören Johan Ehrenpreus (1664–1740), Elisabet Ehrenpreus (1666–1732) som var gift med bruksägaren Arent Eliaesson och brukspatronen Isak von Oestgast, överdirektören Joachim Ehrenpreus (1667–1741), en son (1669–1669), Margareta Ehrenpreus (1670–1672), kaptenen Niklas Ehrenpreus (1672–1706) vid Livdragonregementet och Sara Ehrenpreus (1673–1746) som var gift med majoren Claes Linroth.
Ehrenpreus gifte sig andra gången 9 augusti 1676 med Brita Michelsdotter. Hon var dotter till buntmakaren Michel Thomasson och Margareta Persdotter. Ehrenpreus gifte sig tredje gången 16 april 1690 med Anna Clerck (1665–1692). Hon var dotter till justitieborgmästaren Tomas Clerck och Anna Geijer. De fick tillsammans sonen Carl Ehrenpreus (1692–1760). Ehrenpreus gifte sig fjärde gången 21 augusti 1692 med Brita Funck (1655–1716). Hon var dotter till brukspatronen Simon Funck och Anna Hansdotter i Arboga.